# Eichen-Prozessionsspinner

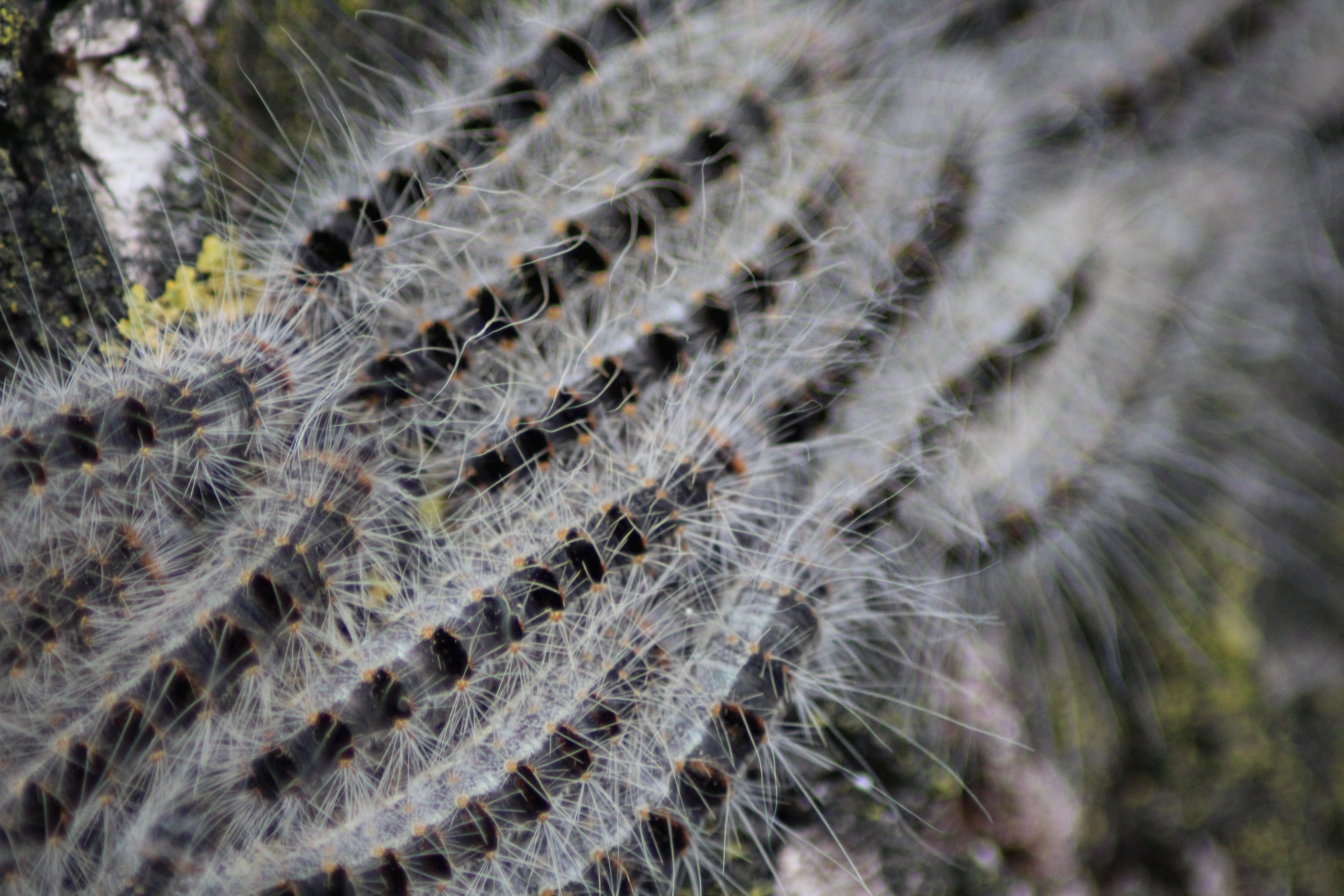
Eine Raupen-„Prozession“ mit etwa 6 Strängen nebeneinander

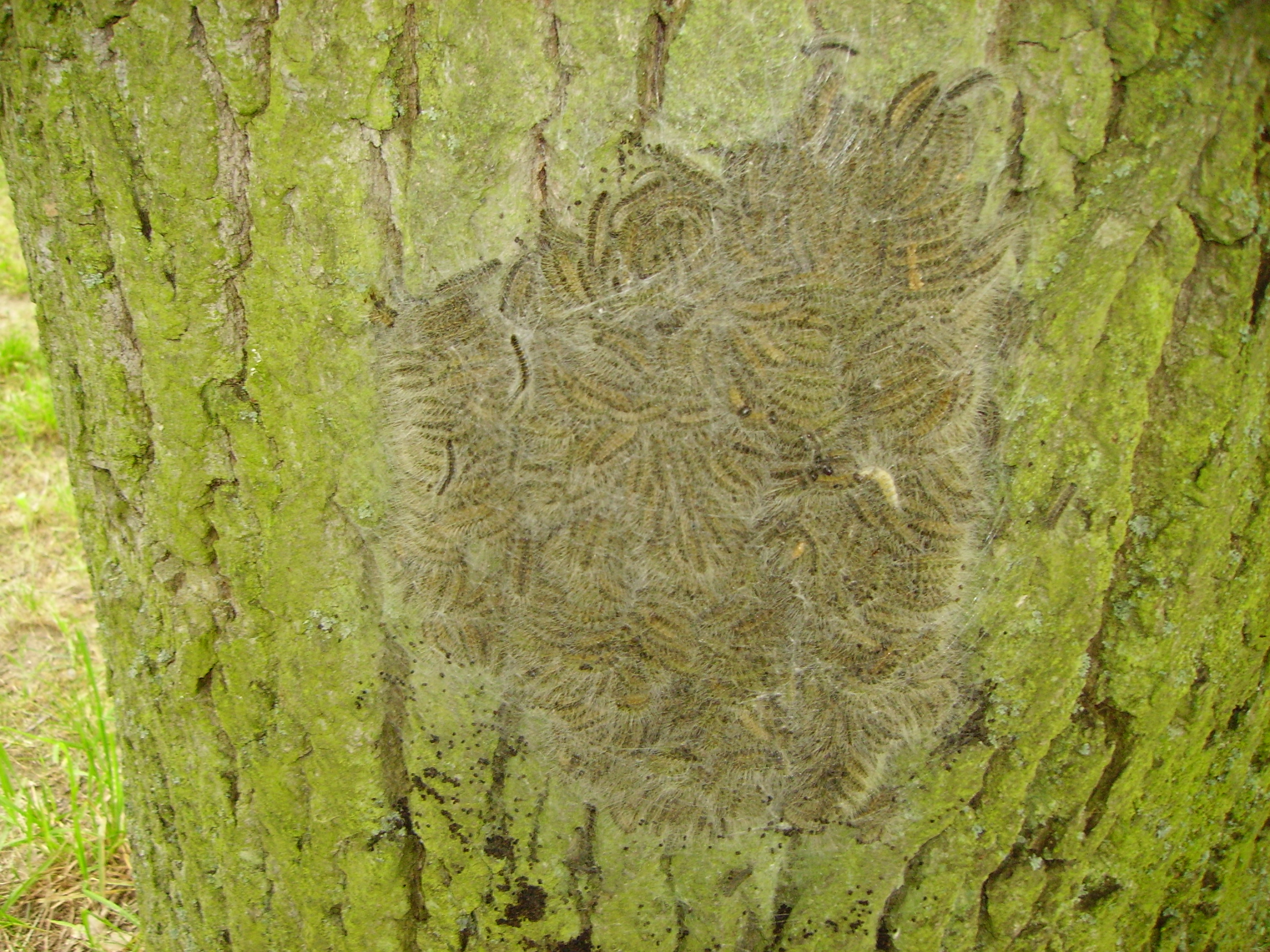
Raupen des Eichen-Prozessionsspinners im Nest am Stamm einer Eiche

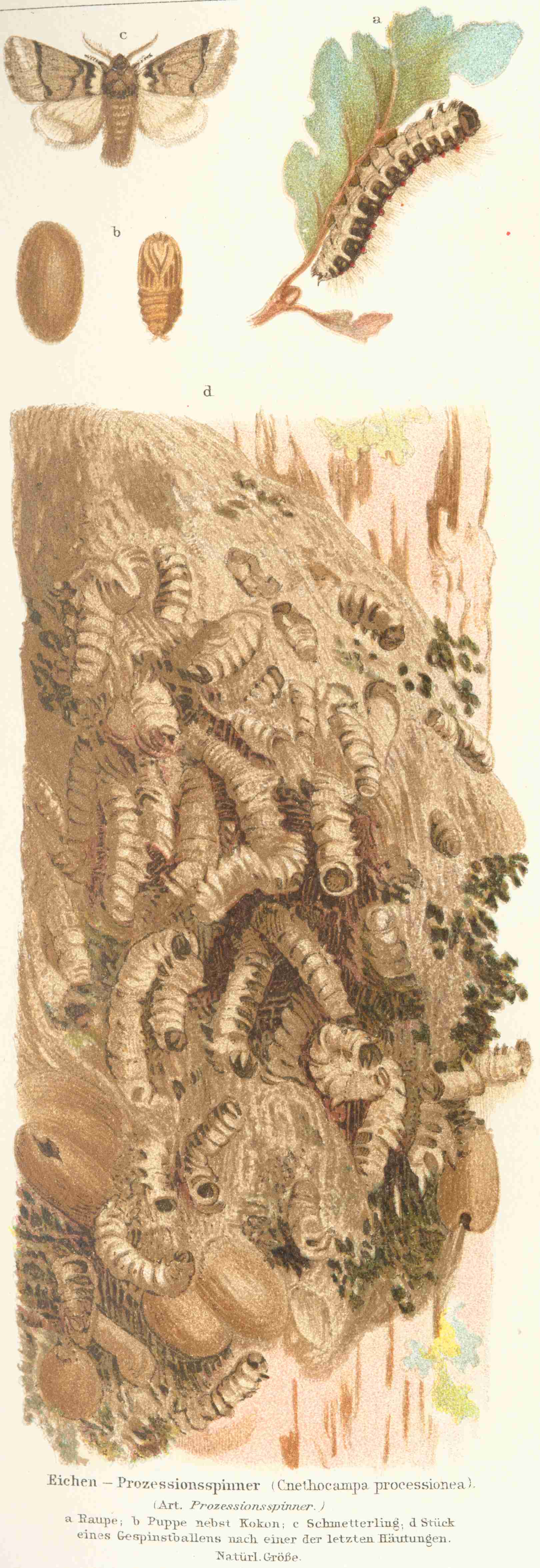
Eichen-Prozessionsspinner:
a Raupe; b Puppe nebst Kokon;
c Schmetterling;
d Stück eines Gespinnstballens nach einer der letzten Häutungen

Der Eichen-Prozessionsspinner (Thaumetopoea processionea) ist ein Schmetterling (Nachtfalter) aus der Familie der Zahnspinner (Notodontidae).
Die Spezies besiedelt unter anderem Eichenbäume, ihre Raupen kriechen bei Ortswechseln gerne kollektiv in einer oder mehreren dicht beieinander liegenden Reihen – ähnlich einer kirchlichen Prozession von Menschen. Davon leitet sich der Artname ab.
Beim Menschen können die winzigen Brennhaare der Raupen bei Hautkontakt eine allergische Raupendermatitis auslösen. Auch bei Tieren sind Reaktionen bekannt. Insbesondere bei Hunden und Katzen, die die Raupen aus Neugier beschnüffeln oder aber jagen und verzehren, können schwere Erkrankungen auftreten. Die Art gilt als gesundheitlich problematisch. Bei Massenauftreten der Raupen wird vor der Allergiegefahr gewarnt und es werden stellenweise auch Bekämpfungsmaßnahmen durchgeführt.

## Merkmale

### Falter
Die Falter erreichen eine Flügelspannweite von 25 bis 32 Millimetern (Männchen) bzw. 30 bis 36 Millimetern (Weibchen). Die Männchen haben glänzend asch- bis braungrau gefärbte Vorderflügel, auf denen zwei Querbinden verlaufen. Diese sind dunkel und außen weißlich gerandet und befinden sich in der Diskal- bzw. Postdiskalregion, wobei ihre genaue Position variiert. Im Submarginalbereich nahe der Flügelspitze befindet sich eine zur Flügelspitze hin gerichtete dunkle zackenförmige Zeichnung. Zwischen den beiden dunklen Querbinden befindet sich manchmal ein dunkler Diskoidalfleck. Die Flügelbasis ist hell gefärbt. Die dunkel gefransten Hinterflügel sind gelblichweiß gefärbt, leicht gräulich bestäubt und tragen eine braungraue, diffuse Bogenlinie in der Postdiskalregion. Diese geht im Innenwinkel in einen gut erkennbaren Fleck über. Bei den Weibchen sind die Vorderflügel dunkler, grau bis braungrau gefärbt und haben nur eine undeutliche, schwach ausgeprägte Zeichnung, die mitunter auch gänzlich fehlen kann. Ihre Hinterflügel sind ebenso dunkel gefranst und grauweiß gefärbt. Die gelbbraunen Fühler sind bei beiden Geschlechtern doppelt gekämmt, die des Weibchens sind jedoch kürzer und auch nicht so lang gekämmt. Thorax und Hinterleib sind stark grauschwarz behaart, das Hinterleibsende des Weibchens ist stumpf und trägt einen kranzförmigen Afterbusch. Die Vorder- wie auch die Hinterflügel können stark verdunkelt sein, wobei sie dann keine Zeichnung aufweisen. Sehr selten treten auch Männchen auf, die die nahezu gleiche Färbung wie die Weibchen aufweisen.
Die Tiere sehen dem Kiefern-Prozessionsspinner (Thaumetopoea pinivora) sehr ähnlich, ihre Zeichnung ist jedoch in der Regel weniger stark ausgeprägt. Gut unterscheiden kann man die ähnliche Art durch ihre weiß gefärbten Hinterflügel und den nur kleinen Fleck im Innenwinkel sowie die fehlende Bogenlinie.

## Verbreitung und Lebensraum
Der Eichen-Prozessionsspinner ist von der Iberischen Halbinsel über Süd- und Mitteleuropa östlich bis in den Süden Russlands und nach Vorderasien verbreitet. Er fehlt auf mehreren Mittelmeerinseln, im Nordwesten Europas und tritt in Fennoskandinavien nur im südlichsten Teil Schwedens auf.
In Deutschland sind infolge von Massenvermehrungen mittlerweile alle Bundesländer besiedelt, am stärksten Baden-Württemberg, Bayern, Berlin, Brandenburg, Nordrhein-Westfalen und Sachsen-Anhalt; dabei profitiert die Art von der globalen Erwärmung.
Sie kommt hauptsächlich im Flachland von der planaren bis zur kollinen Höhenstufe vor; Habitate sind eichenreiche Wälder, wie etwa Eichen-Hainbuchen-Wälder und Kiefernwälder mit Eichenbewuchs, bevorzugt an trockenen und lichten Orten, aber auch Eichen-Ulmen-Auen. Daneben tritt die Art auch in anderen Lebensräumen an Einzelbäumen auf, wie etwa an Straßenrändern, in Parks und auch im urbanen Bereich.

## Lebensweise und Bekämpfung
Die Falter fliegen von Juli bis September, mit einem Höhepunkt im August. Wie der Name sagt, finden sich die Raupen des Eichen-Prozessionsspinners hauptsächlich an Eichen, gelegentlich – insbesondere in starken Befallsjahren – aber auch an einigen anderen Baumarten, insbesondere an der Hainbuche. Befallen werden vor allem einzeln stehende Bäume oder solche am Waldrand (besonders an der wärmebegünstigten Südseite). Die Eigelege der Eichen-Prozessionsspinner von 100 bis 200 Stück bestehen aus etwa einen Millimeter großen weißen Eiern. Sie werden meistens an älteren Eichen im Kronenbereich an dünneren Zweigen und anderen glatten Rindenstellen in Form einer länglichen Platte abgelegt und durch Afterschuppen und Sekret getarnt. Der Embryo entwickelt sich noch im Herbst zur fertigen Jungraupe, die dann im Ei überwintert und Anfang Mai schlüpft. Die Raupen durchlaufen fünf bis sechs Entwicklungsstadien bis zur Verpuppung und werden bis zu fünf Zentimeter lang. Sie haben eine dunkle, breite Rückenlinie mit samtartig behaarten Feldern und rotbraunen, langbehaarten Warzen. Sie leben gesellig und gehen in Gruppen von 20 bis 30 Individuen im „Gänsemarsch“ auf Nahrungssuche, daher der Name „Prozessionsspinner“.
Die älteren Raupen ziehen sich tagsüber und zur Häutung in Raupennester (Gespinste), die bis zu einem Meter lang werden können, am Stamm oder in Astgabelungen von Eichen zurück.
Ab dem dritten Stadium entwickeln sich bei den Larven Brennhaare mit Widerhaken, die ein Nesselgift, das Thaumetopoein, enthalten.

### Schädling

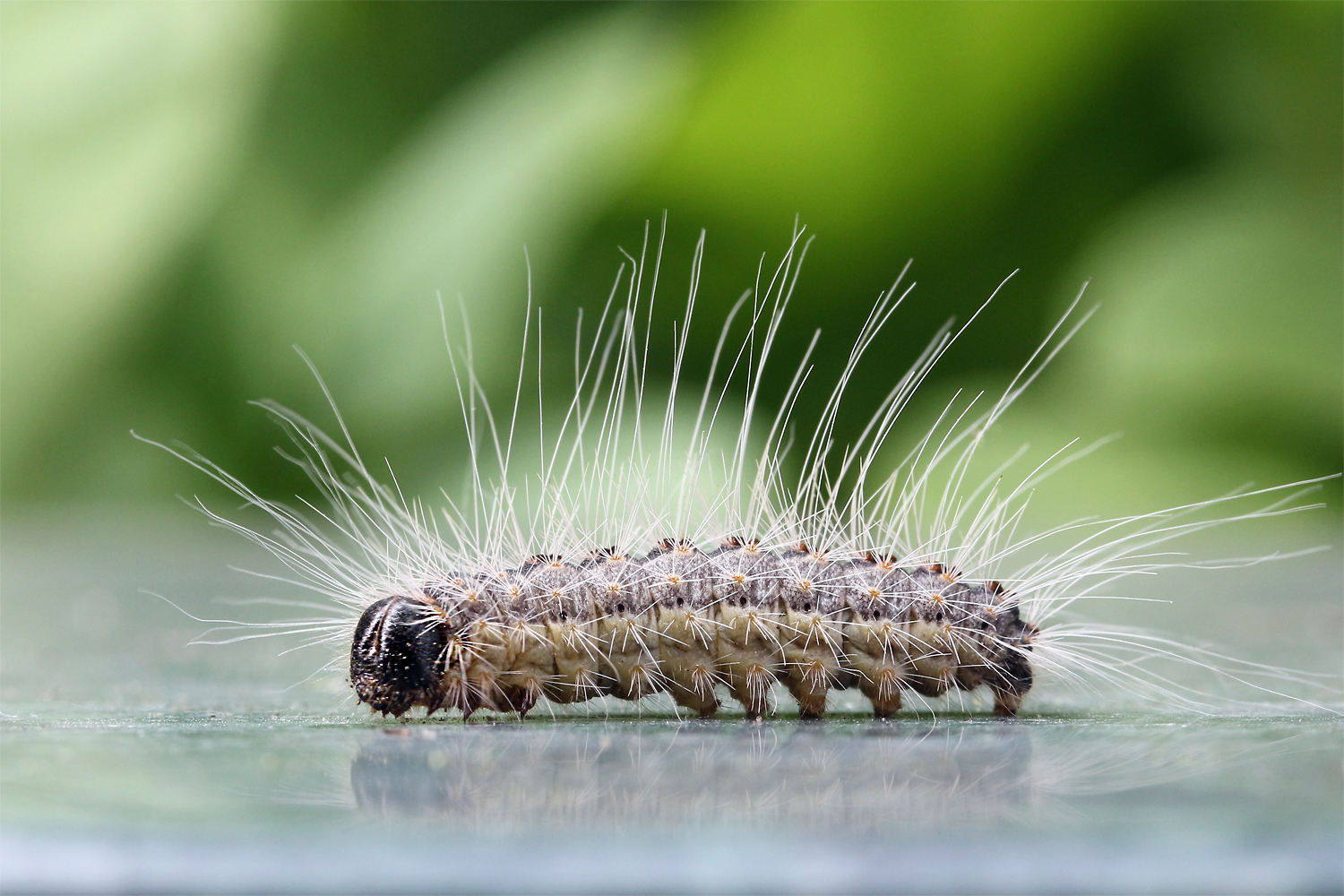
Raupe von ca. 25 mm Länge, die Mitte Juni aus einer Eiche gefallen ist. Bei den langen Haaren handelt es sich nicht um die giftigen Brennhaare (diese sind mit 0,1 bis 0,2 mm Länge nicht sichtbar)

Die Raupen ernähren sich von den Blättern ihrer Wirtsbäume. Sie fressen die gesamte Gewebefläche der Blattspreite und verschmähen dabei lediglich die Mittelrippe und stärkere Seitenrippen des Blattes. Sie gelten als Schädlinge, da sie Lichtungs- oder Kahlfraß verursachen. Bei mehrjährigem starkem Auftreten kann der Baum direkt oder durch Folgeerscheinungen geschädigt werden.

### Natürliche Feinde
Natürliche Feinde des Eichen-Prozessionsspinners sind Fledermäuse, die die Falter fressen, bzw. als Vertilger der Raupen Wanzen, Schlupfwespen, Raupenfliegen, der Kuckuck, der Wiedehopf, der Pirol, die Blaumeise und räuberische Käfer wie zum Beispiel der Puppenräuber.

### Bekämpfung

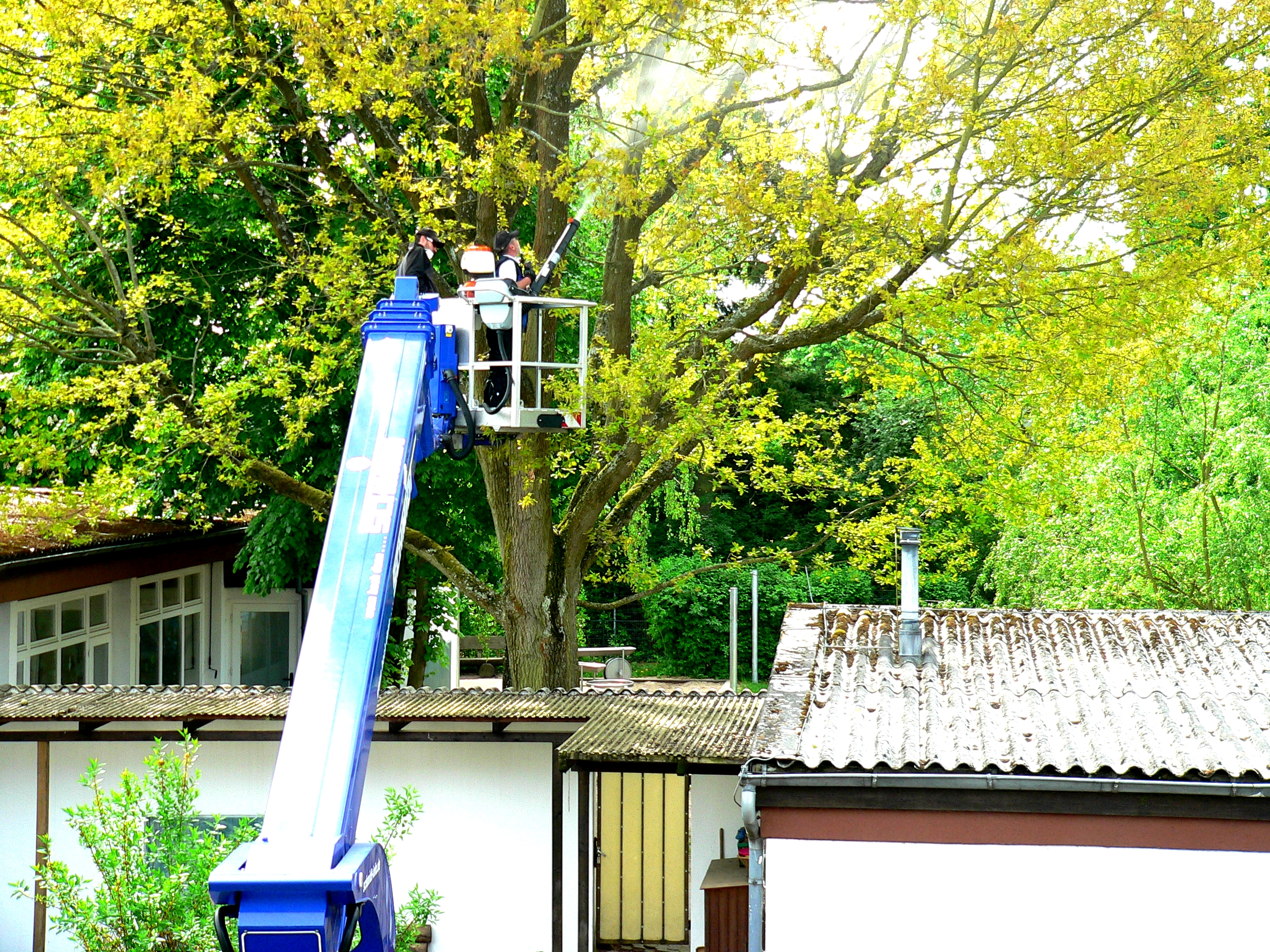
Bekämpfung von Eichen-Prozessionsspinnern durch Einsprühen mit Bacillus thuringiensis

Maßnahmen zur Regulierung der Populationen des Eichen-Prozessionsspinners aus forstwirtschaftlichen Gründen sind nur in Ausnahmefällen gerechtfertigt. In der Nähe von Siedlungen und Erholungseinrichtungen werden die Raupen des Eichen-Prozessionsspinners aus gesundheitlich-hygienischen Gründen bekämpft. Der Einsatz von Pflanzenschutzmitteln ist dabei insbesondere bis zum zweiten Raupenstadium vor Ausbildung der Brennhaare sinnvoll.
Bei der Bekämpfung kommen verschiedene Techniken zum Einsatz. So werden große Flächen vom Hubschrauber aus oder Einzelbäume vom Boden aus mit chemischen Pflanzenschutzmitteln behandelt (Diflubenzuron). Die Fixierung der Nester mittels chemischer Bindemittel und das Absaugen kann ebenfalls zur Reduzierung der Brennhaare eingesetzt werden. Ein weiterer Bekämpfungsansatz ist das großflächige Aufbringen einer mit dem Bakterium Bacillus thuringiensis versetzten Spritzbrühe auf die Blattoberflächen der befallenen Bäume. Die Stoffwechselprodukte dieses Bakteriums verbinden sich im Darmtrakt der Raupen mit dort vorkommenden Enzymen zu toxischen Substanzen, die bewirken, dass die Raupen nach 3 bis 4 Tagen ihre Fraßtätigkeit einstellen.
Eine weitere biologische Form der Bekämpfung des Eichenprozessionsspinners sind Fadenwürmer (Nematoden) der Art Steinernema feltiae. Diese werden mit Wasser gemischt und mittels Sprühgeräten in die Baumkronen der befallenen Bäume ausgebracht. Die Nematoden dringen aktiv in die Raupen ein und sondern dort ein symbiotisches Bakterium ab, welches die Raupen gezielt abtötet und für die Fadenwürmer verwertbar macht.
Eine mechanische Bekämpfung erfolgt durch Absaugen mit Industriestaubsaugern mit sehr feinen Filtern. Ein Abflammen wird nicht empfohlen, da sich die Brennhaare sonst in der Luft verteilen.
Umweltverbände lehnen flächendeckende Spritzeinsätze gegen den Eichen-Prozessionsspinner aus der Luft strikt ab; andere Tiere, wie die Raupen anderer Schmetterlinge oder brütende Vögel, könnten geschädigt werden. Nester könnten auch – jedoch aufwändiger – abgesaugt werden.
Der NABU zieht den gezielten Einsatz von chemischen Substanzen nur als letztes Mittel in Betracht, wenn Menschen in der Nähe von öffentlichen Einrichtungen und Plätzen im Siedlungsbereich in Gefahr sind. In Wäldern jedoch, wo Menschen nicht direkt gefährdet sind, werden durch die großflächige Versprühung von Insektiziden negative langfristige Auswirkungen auf das Ökosystem befürchtet.
Eine weitere Form der mechanischen Bekämpfung ist durch Befestigen eines Plastiksacks, der eine Pheromonquelle als Lockmittel enthält, mit einer Bandage am Baumstamm. Der Sack ist oben offen und innen rutschig beschichtet, sodass Raupen nicht mehr aus dem Sack klettern können. Ein extra Saum unten am Sack ist mit Sand gefüllt, sodass der Sack bei Wind kaum flattert.

## Medizinische Bedeutung

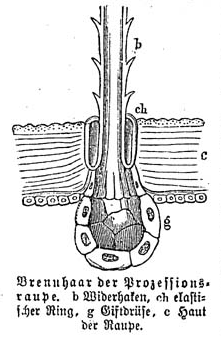
Brennhaar der Raupe des Eichen-Prozessionsspinners

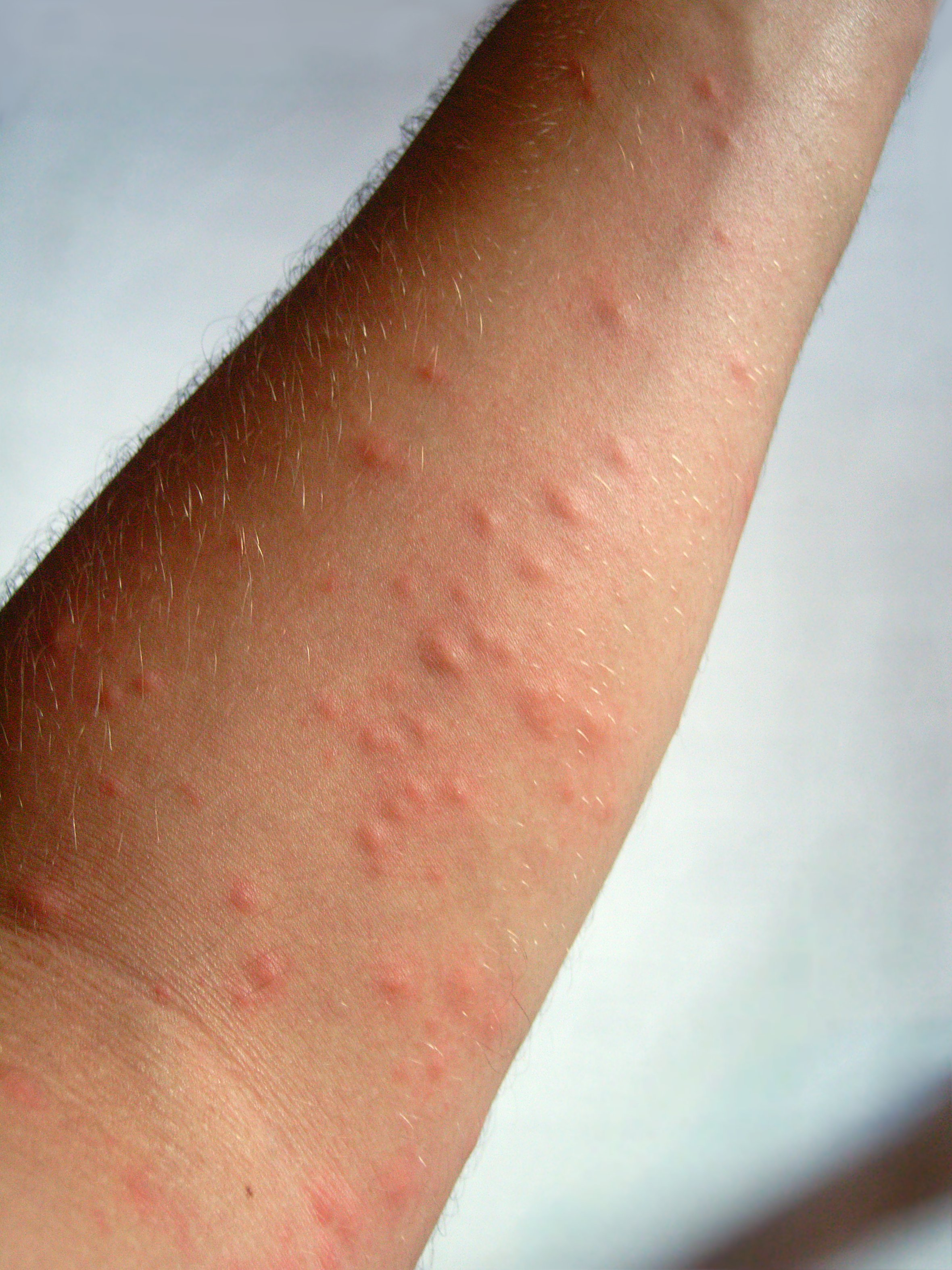
Raupendermatitis am Arm

Die sehr feinen Brennhaare der Raupe, die ein Eiweißgift namens Thaumetopoein enthalten, können beim Menschen eine Raupendermatitis auslösen.

### Raupendermatitis

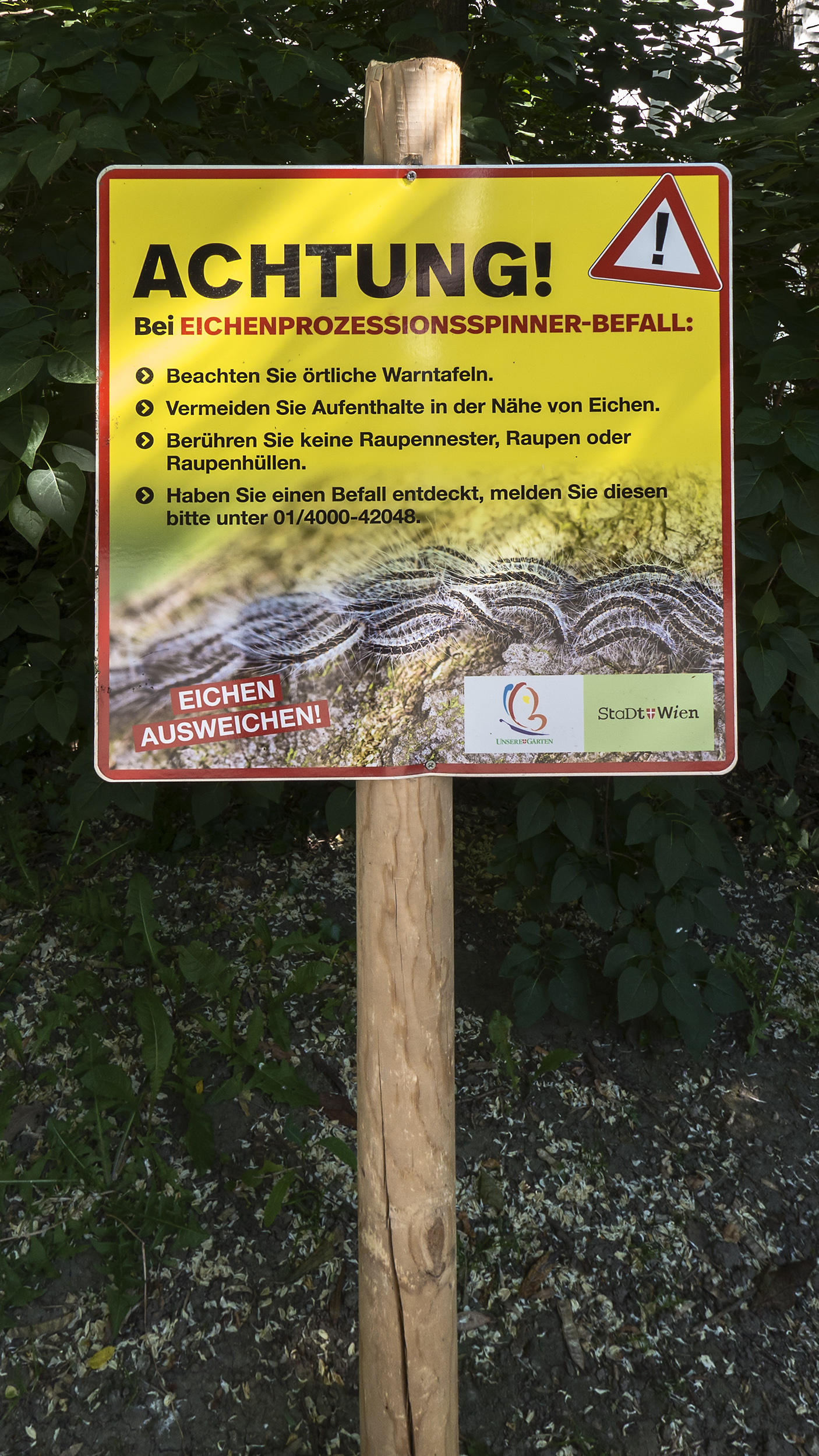
Warnhinweis im Wiener Gustav-Klimt-Park

Die Brennhaare der Raupe sind innen hohl und brechen leicht. Sie setzen dann eine Brennsubstanz frei, die bei direktem Hautkontakt Rötungen oder gar eine Dermatitis auslösen können. Die alten Larvenhäute bleiben nach der Häutung in den „Nestern“, weshalb die Konzentration an Brennhaaren in solchen Nestern oft sehr hoch ist. Alte Gespinstnester, ob am Baum haftend oder am Boden liegend, sind eine anhaltende Gefahrenquelle. Die Raupenhaare sind lange haltbar und reichern sich über mehrere Jahre in der Umgebung an, besonders im Unterholz und im Bodenbewuchs (Gräser, Sträucher).
Für den Menschen gefährlich sind die Haare ab dem dritten Larvenstadium (Mai, Juni) des Eichen-Prozessionsspinners. Sie halten sich auch an den Kleidern und Schuhen und lösen bei Berührungen Rötungen, Konjunktivitis, manchmal auch Keratitis oder sogar Uveitis aus. Die (fast unsichtbaren) Brennhaare dringen leicht in die Haut und Schleimhaut ein und setzen sich dort mit ihren Häkchen fest. Die Raupendermatitis kann sich in drei verschiedenen klinischen Erscheinungsbildern zeigen:
- Kontakt-Urtikaria (Quaddeln)
- toxische irritative (Reiz auslösende) Dermatitis (Hautentzündung)
- anhaltende Papeln (Knötchen), die an Insektenstichreaktionen erinnern.

Die Hautreaktionen halten (unbehandelt) oft ein bis zwei Wochen an. Meist sind alle Hautbereiche betroffen, die nicht bedeckt waren. Die Haut- und Schleimhauterscheinungen können mit Kortisolpräparaten behandelt werden. Gegen den Juckreiz helfen Antihistaminika. Reizungen an Mund- und Nasenschleimhaut durch Einatmen der Haare können zu Bronchitis, schmerzhaftem Husten und Asthma führen. Hier wären Kortisonsprays und Sprays mit Bronchien-erweiternden Mitteln erforderlich. Selten ist eine stationäre Behandlung mit Infusion von Kortison oder Theophyllin notwendig. Begleitend treten Allgemeinsymptome wie Schwindel, Fieber, Müdigkeit und Bindehautentzündung auf. Selten sind allergische Schockreaktionen.

### Vorsichtsmaßnahmen
- Grundsätzlich die Befallsgebiete meiden
- Hautbereiche (z. B. Nacken, Hals, Unterarme, Beine) schützen
- Raupen und Gespinste nicht berühren
- Sofortiger Kleiderwechsel und Duschbad mit Haarreinigung nach (möglichem) Kontakt mit Raupenhaaren
- Auf Holzernte- oder -pflegemaßnahmen verzichten, solange Raupennester erkennbar sind
- Bekämpfung wegen gesundheitlicher Belastung und spezieller Arbeitstechnik nur von Fachleuten durchführen lassen.

## Weitere Abbildungen

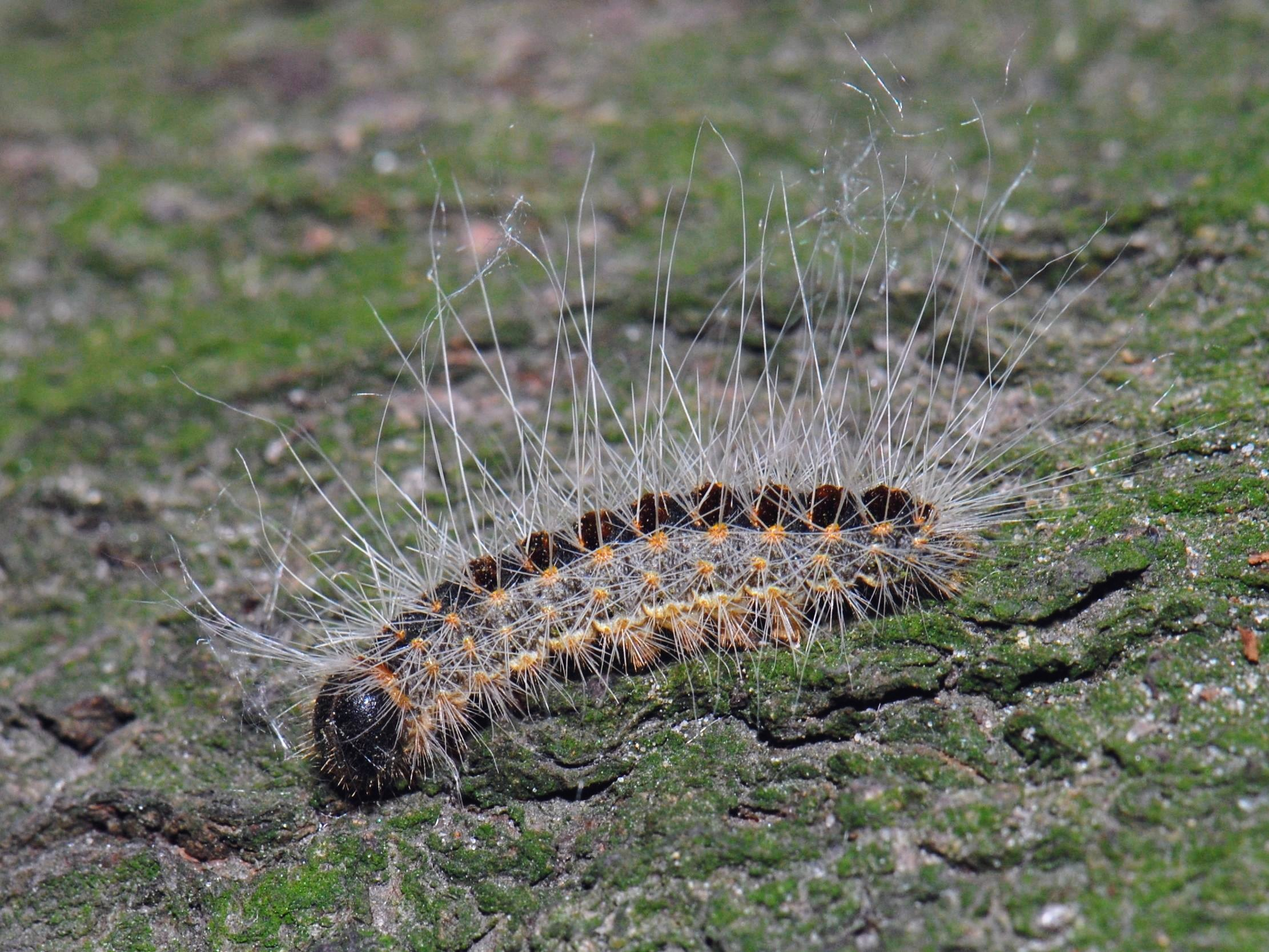
Einzelne Raupe
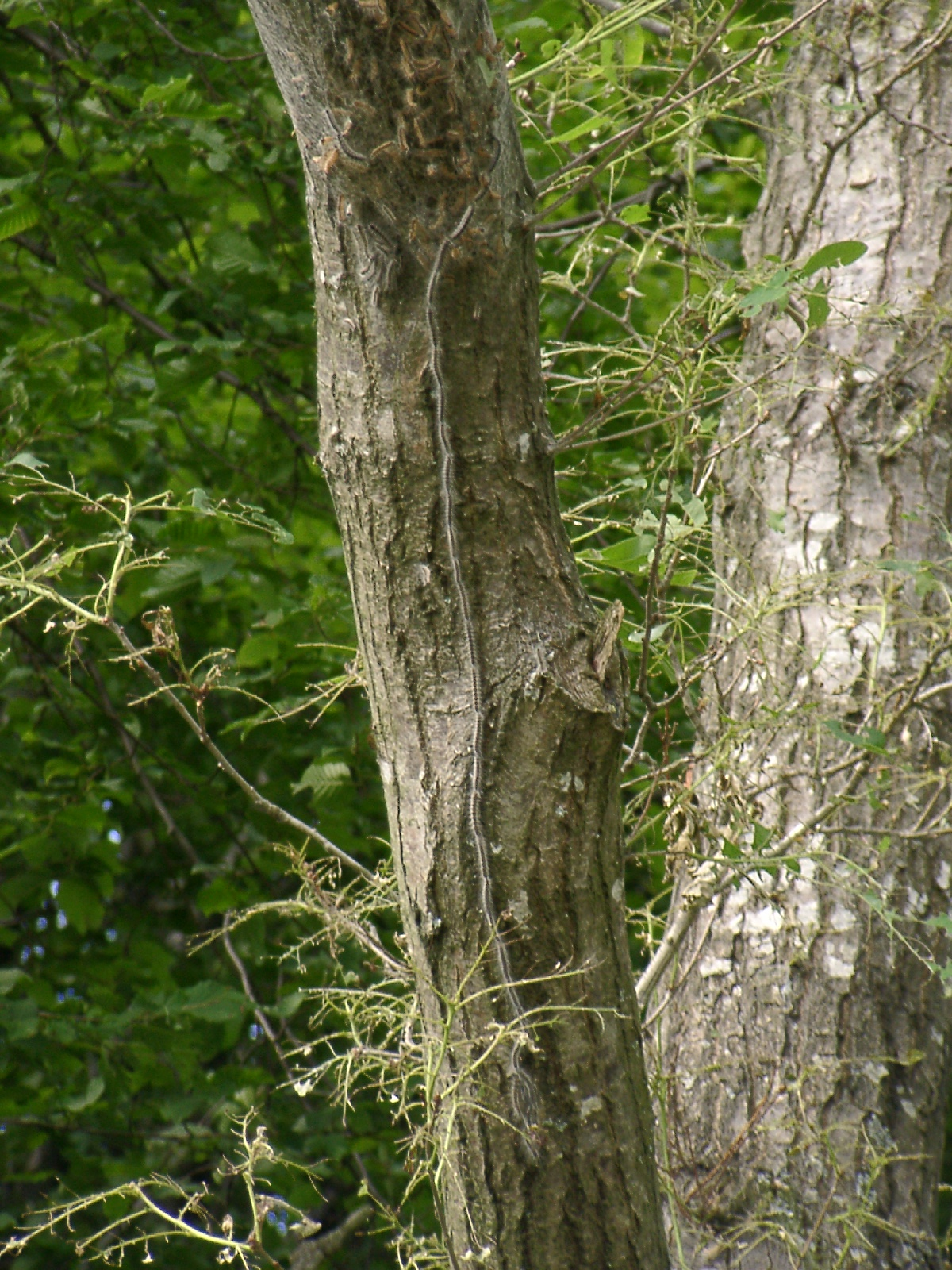
Raupen-Prozession, Gespinst und Fraßschäden an Eiche (Stadium Ende Mai)
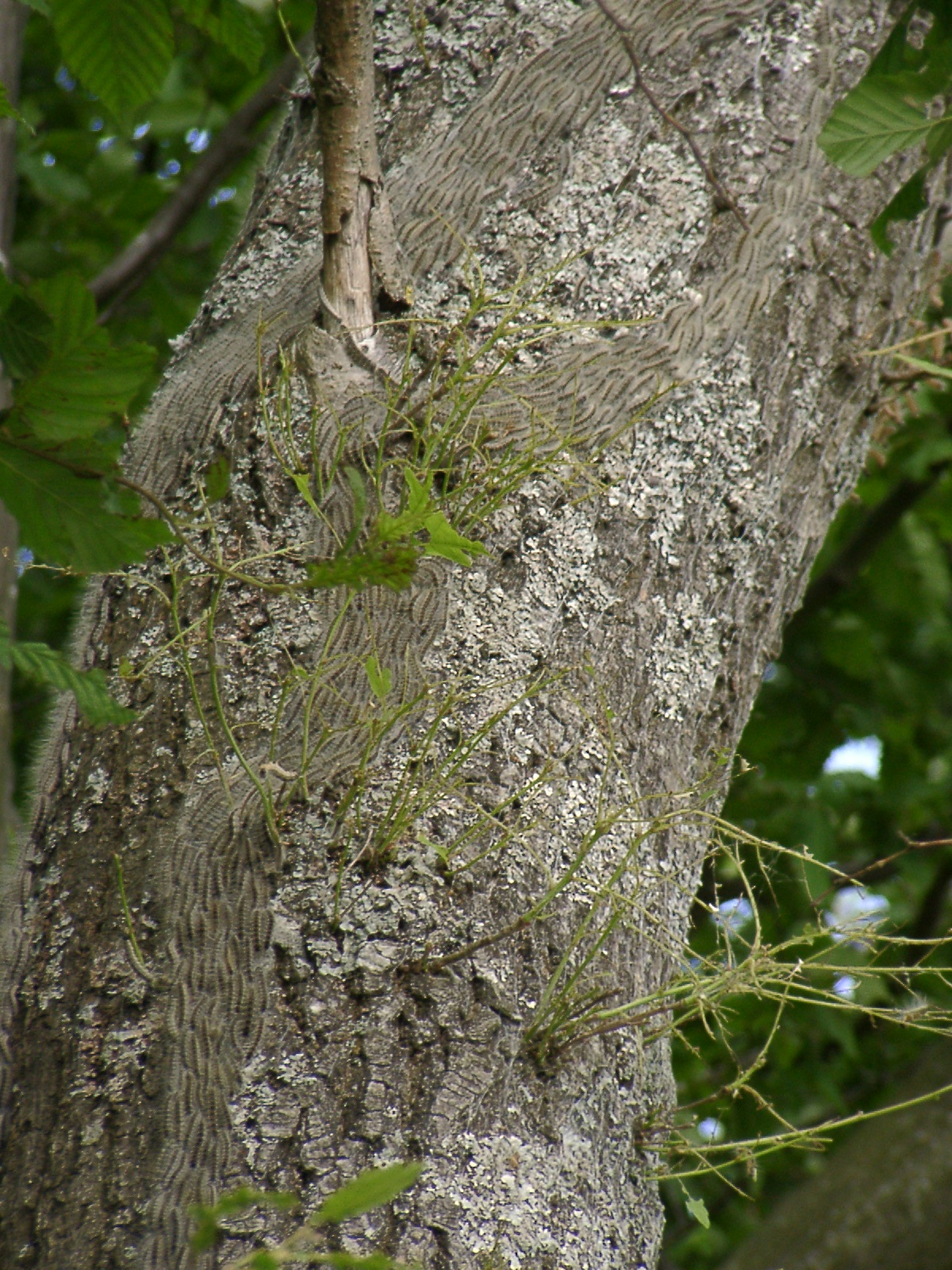
Flächige Raupen-Prozession und Fraßschäden an Eiche (Stadium Ende Mai)
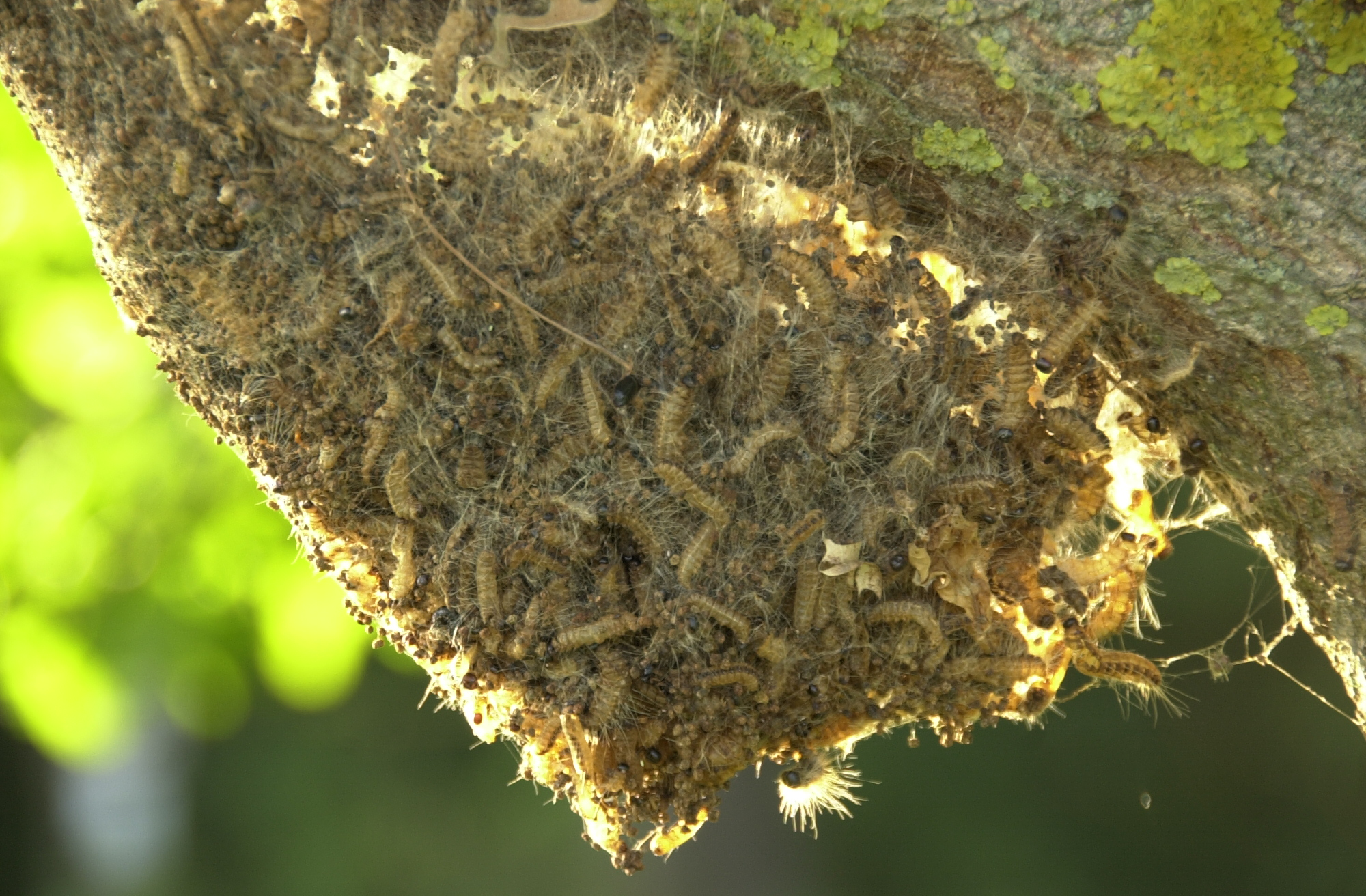
Gespinst an einer Eiche
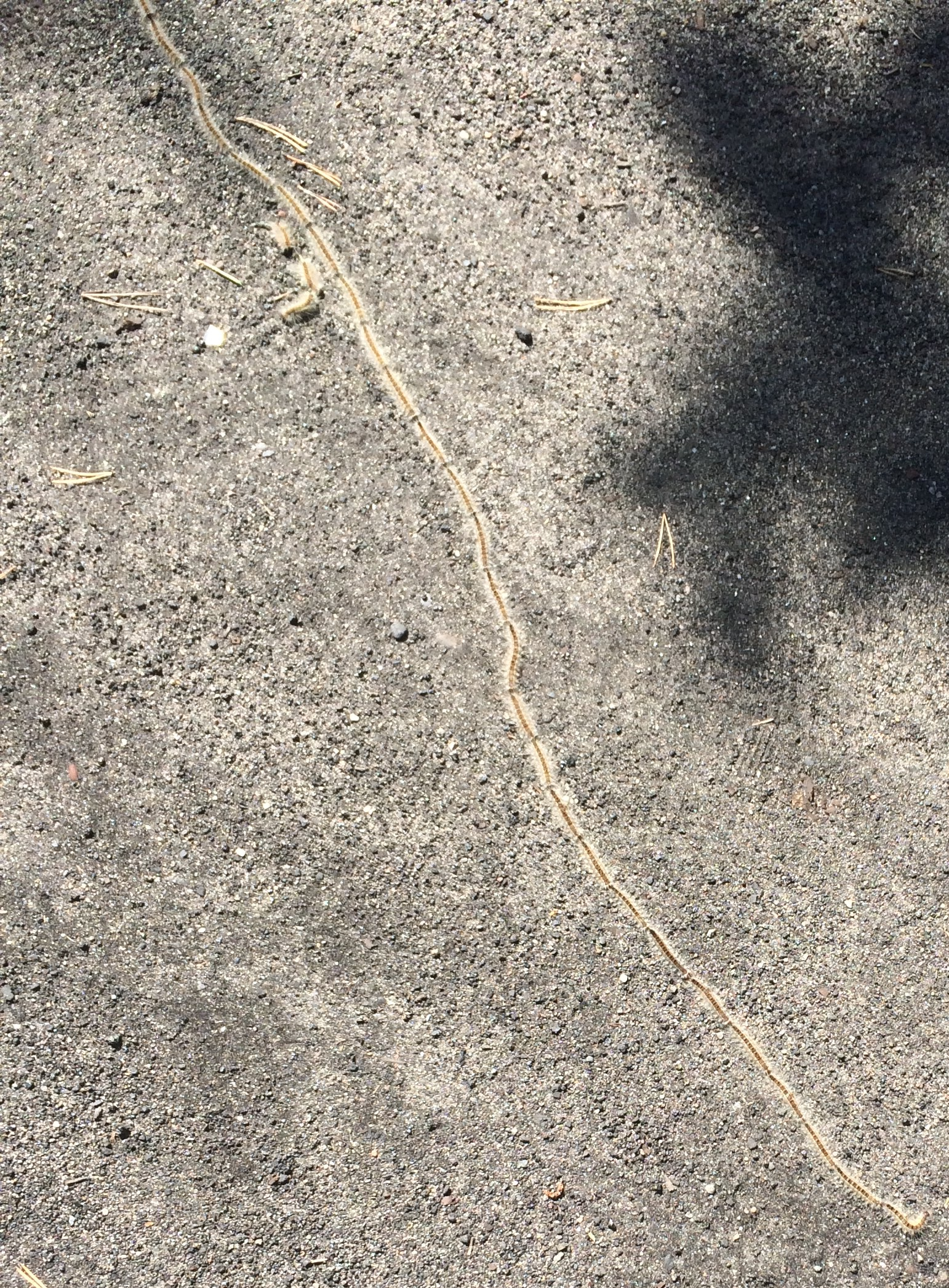
Sich in Schlangenform auf dem Boden fortbewegende Eichen-Prozessionsspinner